# Altafjord
Der Altafjord (samisch: Álaheaivuotna) ist ein 30 km langer Fjord im Fylke Finnmark, Nordnorwegen. Er ist der westlichste der fünf großen Fjorde in der Finnmark.

## Geographie
Der Altafjord liegt zwischen der Gemeinde Alta im Süden und dem Arktischen Ozean im Norden. Bei Alta mündet die Altaelva in den Fjord. Der Altafjord verfügt über mehrere Seitenarme, von denen der Kåfjord und der Langfjord die bekanntesten sind.

## Sehenswürdigkeiten

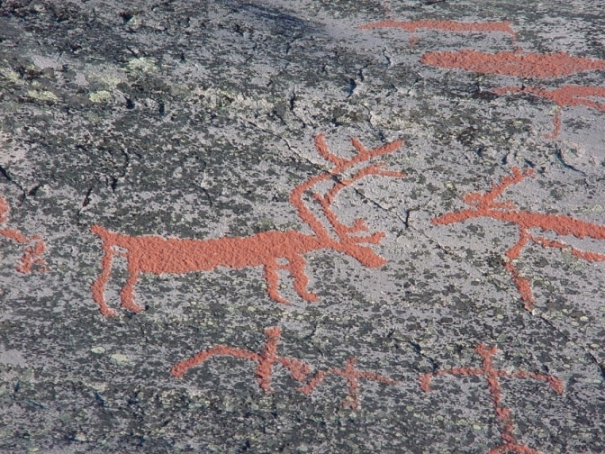
Felsritzung in Alta

Am Südufer des Altafjordes, unmittelbar westlich der Stadt Alta, wurden im Herbst 1972 etwa 2000 bis 6200 Jahre alte  jungstein- und bronzezeitliche Felsritzungen gefunden. Sie können heute im Alta Museum, einem archäologischen Freilichtmuseum, auf etwa 2,9 km Gehwegen besichtigt werden. Das Museum steht seit Dezember 1985 auf der von der UNESCO geführten Liste der Weltkulturerben. Die Anzahl der Petroglyphen im Gebiet von Alta wird auf etwa 4000 geschätzt, die in vier verschiedenen Gebieten zu sehen sind. Das Gebiet des Alta Museums ist das größte der vier Gebiete.

## Geschichte
Während des Zweiten Weltkriegs diente der Altafjord der deutschen Kriegsmarine als Basis. Der Kåfjord wurde als Ankerplatz für das Schlachtschiff Tirpitz benutzt und zwei britische Kleinst-U-Boote beschädigten die Tirpitz dort im Jahre 1943 ernsthaft. Im Langfjord war zeitweilig das Schlachtschiff Scharnhorst stationiert.